# Премия Центра Кеннеди
Премия центра Кеннеди (англ. Kennedy Center Honors) — это ежегодная премия, вручаемая лицам, занимающимся исполнительским искусством, за их вклад в развитие американской культуры. Премия ежегодно вручается с 1978 года в декабре (как правило, в присутствии президента США), церемония завершается гала-концертом в Оперном театре Кеннеди-центра в Вашингтоне.

## Лауреаты
1970-е
- 1978 — Мариан Андерсон, Фред Астер, Джордж Баланчин, Ричард Роджерс, Артур Рубинштейн
- 1979 — Аарон Копленд, Элла Фицджеральд, Генри Фонда, Марта Грэм, Теннесси Уильямс

1980-е
- 1980 — Леонард Бернстайн, Джеймс Кэгни, Агнес де Милль, Линн Фонтэнн, Леонтин Прайс
- 1981 — Каунт Бейси, Кэри Грант, Хелен Хейз, Джером Роббинс, Рудольф Серкин
- 1982 — Джордж Эббот, Лилиан Гиш, Бенни Гудман, Джин Келли, Юджин Орманди
- 1983 — Кэтрин Данэм, Элиа Казан, Фрэнк Синатра, Джеймс Стюарт, Вирджил Томсон
- 1984 — Лина Хорн, Дэнни Кей, Джан Карло Менотти, Артур Миллер, Айзек Стерн
- 1985 — Мерс Каннингем, Айрин Данн, Боб Хоуп, Алан Джей Лернер и Фредерик Лоу, Беверли Силлс
- 1986 — Люсиль Болл, Рэй Чарльз, Хьюм Кронин и Джессика Тэнди, Иегуди Менухин, Энтони Тюдор
- 1987 — Перри Комо, Бетт Дэвис, Сэмми Дэвис-младший, Натан Мильштейн, Элвин Николайс[англ.]
- 1988 — Элвин Эйли, Джордж Бернс, Мирна Лой, Саша Шнайдер, Роджер Л. Стивенс[англ.]
- 1989 — Гарри Белафонте, Клодетт Кольбер, Александра Данилова, Мэри Мартин, Уильям Шуман

1990-е
- 1990 — Диззи Гиллеспи, Кэтрин Хепберн, Рис Стивенс[англ.], Жюль Стайн, Билли Уайлдер
- 1991 — Рой Экафф, Бетти Комден и Адольф Грин, Файрад[англ.] и Гарольд Николасы[англ.], Грегори Пек, Роберт Шоу[англ.]
- 1992 — Лайонел Хэмптон, Пол Ньюман и Джоан Вудворд, Джинджер Роджерс, Мстислав Ростропович, Пол Тейлор
- 1993 — Джонни Карсон, Артур Митчелл, Георг Шолти, Стивен Сондхейм, Марион Уильямс
- 1994 — Кирк Дуглас, Арета Франклин, Мортон Гулд[англ.], Харольд Принс, Пит Сигер
- 1995 — Жак д’Амбуаз[англ.], Мэрилин Хорн, Би Би Кинг, Сидни Пуатье, Нил Саймон
- 1996 — Эдвард Олби, Бенни Картер, Джонни Кэш, Джек Леммон, Мария Толчиф
- 1997 — Лорен Бэколл, Боб Дилан, Чарльтон Хестон, Джесси Норман, Эдвард Виллелла[англ.]
- 1998 — Фред Эбб и Джон Кандер, Вилли Нельсон, Андре Превин, Ширли Темпл, Билл Косби (лишён награды в 2018 году)[1]
- 1999 — Виктор Борге, Шон Коннери, Джудит Джеймисон[англ.], Джейсон Робардс и Стиви Уандер

2000-е
- 2000 — Михаил Барышников, Чак Берри, Пласидо Доминго, Клинт Иствуд, Анджела Лэнсбери
- 2001 — Джули Эндрюс, Ван Клиберн, Куинси Джонс, Джек Николсон, Лучано Паваротти
- 2002 — Джеймс Эрл Джонс, Джеймс Левайн, Чита Ривера, Пол Саймон, Элизабет Тейлор
- 2003 — Джеймс Браун, Кэрол Бернетт, Лоретта Линн, Майк Николс, Ицхак Перлман
- 2004 — Уоррен Битти, Осси Дэвис и Руби Ди, Элтон Джон, Джоан Сазерленд, Джон Уильямс
- 2005 — Тони Беннетт, Сьюзен Фаррелл, Джули Харрис, Роберт Редфорд, Тина Тёрнер
- 2006 — Эндрю Ллойд Уэббер, Зубин Мета, Долли Партон, Смоки Робинсон, Стивен Спилберг
- 2007 — Леон Флейшер, Стив Мартин, Дайана Росс, Мартин Скорсезе, Брайан Уилсон
- 2008 — Морган Фримен, Джордж Джонс, Барбра Стрейзанд, Твайла Тарп, The Who (Пит Таунсенд и Роджер Долтри)
- 2009 — Мел Брукс, Дэйв Брубек, Грейс Бамбри, Роберт Де Ниро, Брюс Спрингстин

2010-е
- 2010 — Мерл Хаггард, Джерри Херман, Билл Ти Джонс, Пол Маккартни, Опра Уинфри
- 2011 — Барбара Кук, Нил Даймонд, Йо Йо Ма, Сонни Роллинс, Мэрил Стрип[2]
- 2012 — Бадди Гай, Дастин Хоффман, Дэвид Леттерман, Наталия Макарова, Led Zeppelin (Джон Пол Джонс, Джимми Пейдж и Роберт Плант)[3]
- 2013 — Мартина Арройо[англ.], Херби Хэнкок, Билли Джоэл, Ширли Маклейн, Карлос Сантана[4]
- 2014 — Эл Грин, Том Хэнкс, Патрисия Макбрайд[англ.], Стинг, Лили Томлин[5]
- 2015 — Кэрол Кинг, Джордж Лукас, Рита Морено, Сейдзи Озава, Сисели Тайсон[6]
- 2016 — Марта Аргерих, Eagles (Дон Хенли, Гленн Фрей, Тимоти Би Шмит[англ.], Джо Уолш)[7], Аль Пачино, Мэвис Стэплс, Джеймс Тейлор[8][9]
- 2017 — Кармен де Лавальяде, Глория Эстефан, LL Cool J, Норман Лир, Лайонел Ричи
- 2018 — Шер, Филип Гласс, Риба Макинтайр, Уэйн Шортер и создатели мюзикла «Гамильтон» (Лин-Мануэль Миранда, Томас Кейл[англ.], Алекс Лакамуар[англ.] и Энди Бланкенбюлер[англ.])
- 2019 — Earth, Wind & Fire (Филип Бейли[англ.], Вердин Уайт, Ральф Джонсон[англ.] и Морис Уайт), Салли Филд, Линда Ронстадт, «Улица Сезам» (Ллойд Моррисет и Джоан Ганз Куни[англ.]), Майкл Тилсон-Томас[10]

2020-е
- 2020 — Дебби Аллен, Джоан Баэз, Гарт Брукс, Мидори Гото, Дик Ван Дайк[11]
- 2021 — Берри Горди, Хустино Диас[англ.], Лорн Майклз, Бетт Мидлер, Джони Митчелл[12]
- 2022 — Джордж Клуни, Эми Грант, Глэдис Найт, Таня Леон, U2 (Боно, Эдж, Адам Клейтон, Ларри Маллен мл.)[13]
- 2023 — Билли Кристал, Рене Флеминг, Барри Гибб, Куин Латифа, Дайон Уорвик[14]
- 2024 — Фрэнсис Форд Коппола, Grateful Dead (Мики Харт[англ.], Билл Кройцманн[англ.], Фил Леш[англ.], Боб Вейр[англ.]), Бонни Рэйтт, Артуро Сандоваль, театр Аполло[15]